# Rezerwat przyrody Brzozowy Grąd

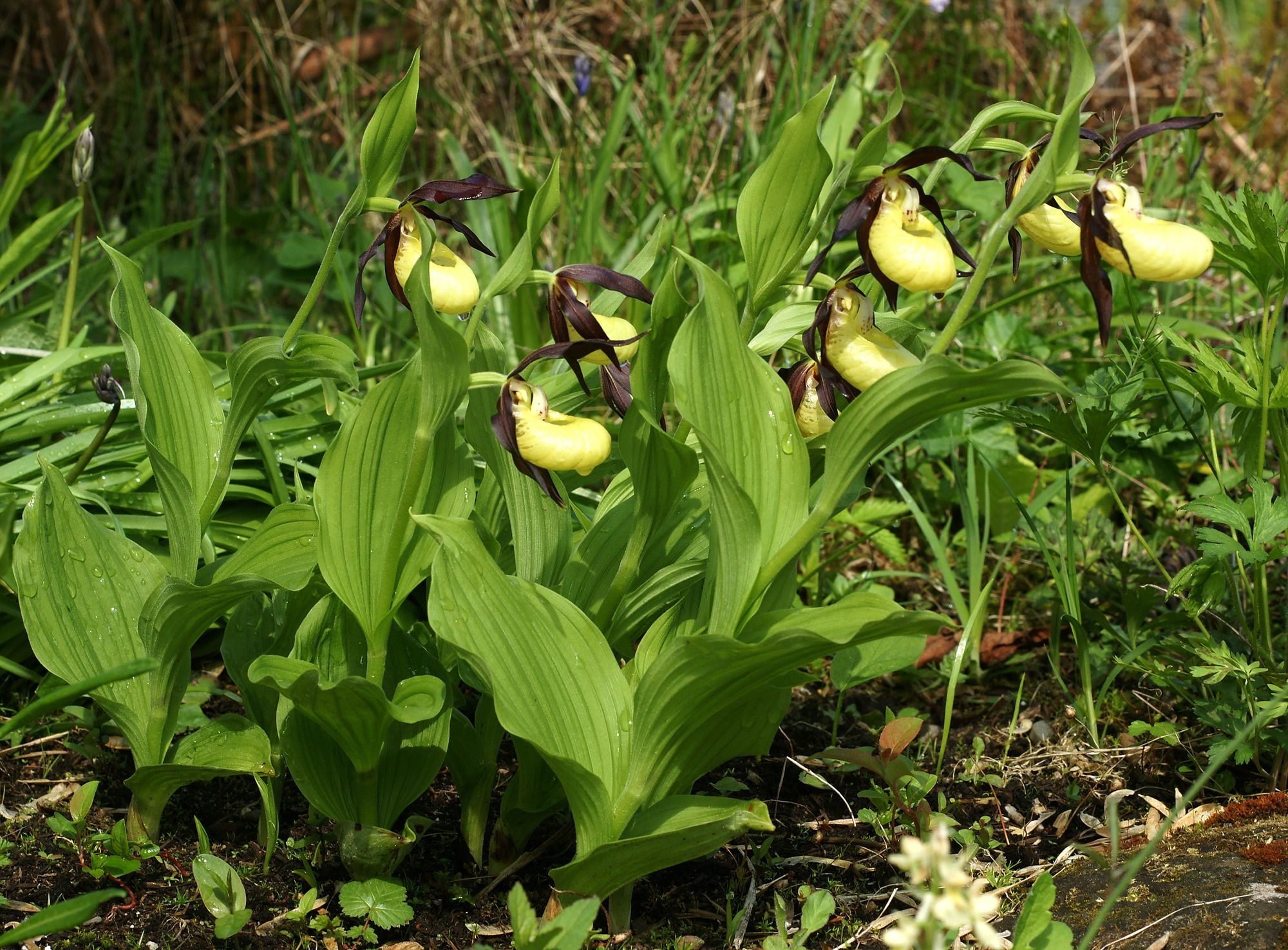
Obuwik pospolity

Rezerwat przyrody Brzozowy Grąd – rezerwat przyrody położony na wyspie Brzozowy Grąd na Jeziorze Studzienicznym, w Augustowie w województwie podlaskim.

## Charakterystyka
Rezerwat powołano Zarządzeniem Ministra Leśnictwa i Przemysłu Drzewnego z dnia 14 stycznia 1963. Według aktu powołującego i Centralnego Rejestru Form Ochrony Przyrody powierzchnia rezerwatu wynosi 0,08 ha, zaś według opracowania Nadleśnictwa Szczebra – 0,12 ha. W aktach prawnych nie określono rodzaju, typu i podtypu rezerwatu. Według publikacji Nadleśnictwa Szczebra jest to rezerwat florystyczny.
Rezerwat znajduje się około 8 km na wschód od centrum Augustowa. Położony jest w Nadleśnictwie Szczebra w obrębie Serwy w leśnictwie Przewięź (oddział 178h). Zajmuje całość niewielkiej wyspy „Brzozowy Grąd” w zachodniej części Jeziora Studzienicznego. Długość linii brzegowej wyspy wynosi około 150 metrów. Wyspa wzniesiona jest 15–50 cm nad taflę wody, zależnie od poziomu wody w jeziorze. Od strony wsi Studzieniczna obrzeża wyspy są porośnięte kilkunastometrowym pasem trzcin. Wyspę pokrywają gleby gruntowo-glejowe o wysokim stopniu uwilgotnienia, wytworzone z piasku słabogliniastego zalegającego na piaskach luźnych.
Celem ochrony w rezerwacie jest zachowanie ze względów naukowych i dydaktycznych stanowisk obuwika pospolitego – objętej całkowitą ochroną rzadkiej rośliny z rodziny storczykowatych.

## Flora i fauna
Roślinność rezerwatu stanowi stadium przejściowe w sukcesji zbiorowisk szuwarowych do zbiorowisk grądowych. Dominuje las wilgotny, zaś na obrzeżach występuje inicjalny pas olsu. Na drzewostan o niskim zadrzewieniu składa się olsza czarna i lipa w wieku 60 lat i miejscami olsza czarna w wieku 30 lat (wiek drzew z 2013).
Rezerwat utworzono w celu ochrony obuwika pospolitego, jednak jego istnienie w rezerwacie jest zagrożone. W latach 90. XX w. odnotowano tylko 11 roślin tego gatunku.
Oprócz obuwika w rezerwacie występują też inne gatunki chronione: wawrzynek wilczełyko (ochrona ścisła), kalina koralowa, konwalia majowa, kruszyna pospolita (ochrona częściowa).
Wyspa stanowi miejsce schronienia dla ptactwa wodno-błotnego.

## Ochrona i zagrożenia
Rezerwat leży na terenie Obszaru Chronionego Krajobrazu Puszcza i Jeziora Augustowskie oraz dwóch obszarów sieci Natura 2000: obszaru specjalnej ochrony ptaków „Puszcza Augustowska” (PLB200002) oraz obszaru siedliskowego „Ostoja Augustowska” (PLH200005).
Obszar rezerwatu podlega ochronie czynnej. Nadzór nad rezerwatem sprawuje Regionalny Dyrektor Ochrony Środowiska w Białymstoku. Według stanu na 2019 dla rezerwatu nie obowiązują zadania ochronne.
Rezerwat posiada plan ochrony zatwierdzony w 2008. Plan ten identyfikuje dwa zagrożenia dla rezerwatu i definiuje sposoby zapobiegania:
1. postępująca sukcesja drzew i krzewów powodująca zanik obuwika pospolitego – przeciwdziałaniem jest wykaszanie i usuwanie roślinności zielnej, krzewów i drzew[9]
2. nadmierna penetracja terenu przez turystów – przeciwdziałaniem jest naprawienie i wymiana tablic informacyjnych oraz wzmożone kontrole rezerwatu i okolic w okresie letnim[9]

Plan ochrony zaleca też, aby nie lokalizować w otoczeniu 100 metrów od granic rezerwatu urządzeń i budowli, mogących pogorszyć stan środowiska.